# InterTV Planície
InterTV Planície é uma emissora de televisão brasileira sediada em Campos dos Goytacazes, cidade do estado do Rio de Janeiro. Opera no canal 8 (36 UHF digital) e é afiliada à TV Globo, sendo integrante a Rede InterTV. Pertence ao Grupo Incospal, em sociedade com o Grupo Folha de Comunicação, e seu sinal chega a 4 municípios do norte fluminense.

## História
A concessão do canal 8 VHF de Campos dos Goytacazes foi outorgada, após concorrência pública, pelo presidente José Sarney em 21 de setembro de 1988, a uma sociedade que envolvia os sócios Carlos Cardoso Tinoco, Domingos de Almeida Frias e Antônio Leonides Salles. Em 4 de abril de 1989, foi fundada a TV Planície, afiliada ao SBT, sendo a segunda emissora de TV do município.
Em 1996, a emissora tem metade de suas ações adquiridas pelo Grupo Folha de Comunicação, responsável pelo jornal Folha da Manhã. Nessa época, a emissora inaugura novas instalações na cobertura do Edifício Ninho das Águias, localizado na Praça São Salvador, no centro da cidade. Em agosto de 2004, a família Tinoco vende a sua parte na TV Planície para o empresário Fernando Aboudib Camargo, dono da recém-criada Rede InterTV, afiliada à Rede Globo, e em outubro, a emissora deixa o SBT e torna-se a quarta afiliada da rede no interior do estado, passando a se chamar InterTV Planície.
A afiliação marcou também o retorno de uma afiliada Globo no norte do estado desde a desfiliação da TV Norte Fluminense em 1995, que teve o seu sinal reposto por uma retransmissora da então TV Serra+Mar de Nova Friburgo, e a partir de 1997, pela TV Alto Litoral de São Pedro da Aldeia, da qual a InterTV Planície reutilizou sua antiga sucursal em Campos, no Parque Tamandaré, transformada em um escritório para o departamento comercial. Em janeiro de 2005, a emissora encerrou sua programação local, passando a repetir exclusivamente as atrações geradas pela InterTV Alto Litoral para a sua área de cobertura.
Em 5 de novembro de 2009, a InterTV Planície moveu seus estúdios e departamentos para uma nova sede no Parque Rodoviário, às margens da BR-101. Em outubro de 2011, época em que reativou sua programação local, a emissora instalou uma sucursal em Itaperuna com uma equipe de reportagem para centralizar as ações jornalísticas produzidas no Noroeste Fluminense. No entanto, em fevereiro de 2012, a sucursal foi fechada.
Em 1.º de abril de 2017, a InterTV Planície deixou de cobrir o Noroeste Fluminense, transferindo as suas retransmissoras na região para a InterTV Serra+Mar. Com isso, além de Campos dos Goytacazes, apenas São João da Barra, São Francisco de Itabapoana e Quissamã continuaram recebendo o seu sinal.

## Sinal digital
| Canal virtual | Canal digital | Resolução de tela | Programação                                       |
| ------------- | ------------- | ----------------- | ------------------------------------------------- |
| 8.1           | 36 UHF        | 1080i             | Programação principal da InterTV Planície / Globo |

A emissora iniciou suas transmissões digitais em 11 de novembro de 2011, através do canal 36 UHF para Campos dos Goytacazes e região, com um evento realizado no Salão de Festas Parthenon. Em 14 de março de 2016, passou a transmitir sua programação local em alta definição.
Transição para o sinal digital
Com base no decreto federal de transição das emissoras de TV brasileiras do sinal analógico para o digital, a InterTV Planície, bem como as outras emissoras de Campos dos Goytacazes, cessou suas transmissões pelo canal 8 VHF em 12 de dezembro de 2018, seguindo o cronograma oficial da ANATEL.

## Programas
Quando afiliada do SBT, a emissora produzia o telejornal TJ Planície, além de exibir programas como Mistura Fina na TV, programa de variedades voltado ao público jovem, com apresentação de Fernandinho Gomes, baseado em sua coluna no jornal Folha da Manhã, além de nomes como Júlio Cossolosso e Fábio Abud. Após a compra pela InterTV, passou a exibir os telejornais Jornal InterTV e RJTV, que foram cancelados em janeiro de 2005.
Atualmente, a InterTV Planície produz apenas o RJ InterTV 2.ª edição, que estreou em 22 de dezembro de 2011. Desde o seu início, já foi apresentado por nomes como Luiz Gonzaga Neto, Narayanna Borges, Keila Mendes, Fernanda Corrêa, Valéria Vieira, Andresa Alcoforado, Ana Carolini Mota, e atualmente, por João Villa Real. O restante da programação é composto pelos programas gerados a partir de Cabo Frio pela InterTV Alto Litoral e pelos programas nacionais da Globo.

## Retransmissoras
- São Francisco de Itabapoana - 30 UHF digital
- São João da Barra - 31 UHF digital